# Franziska Nori

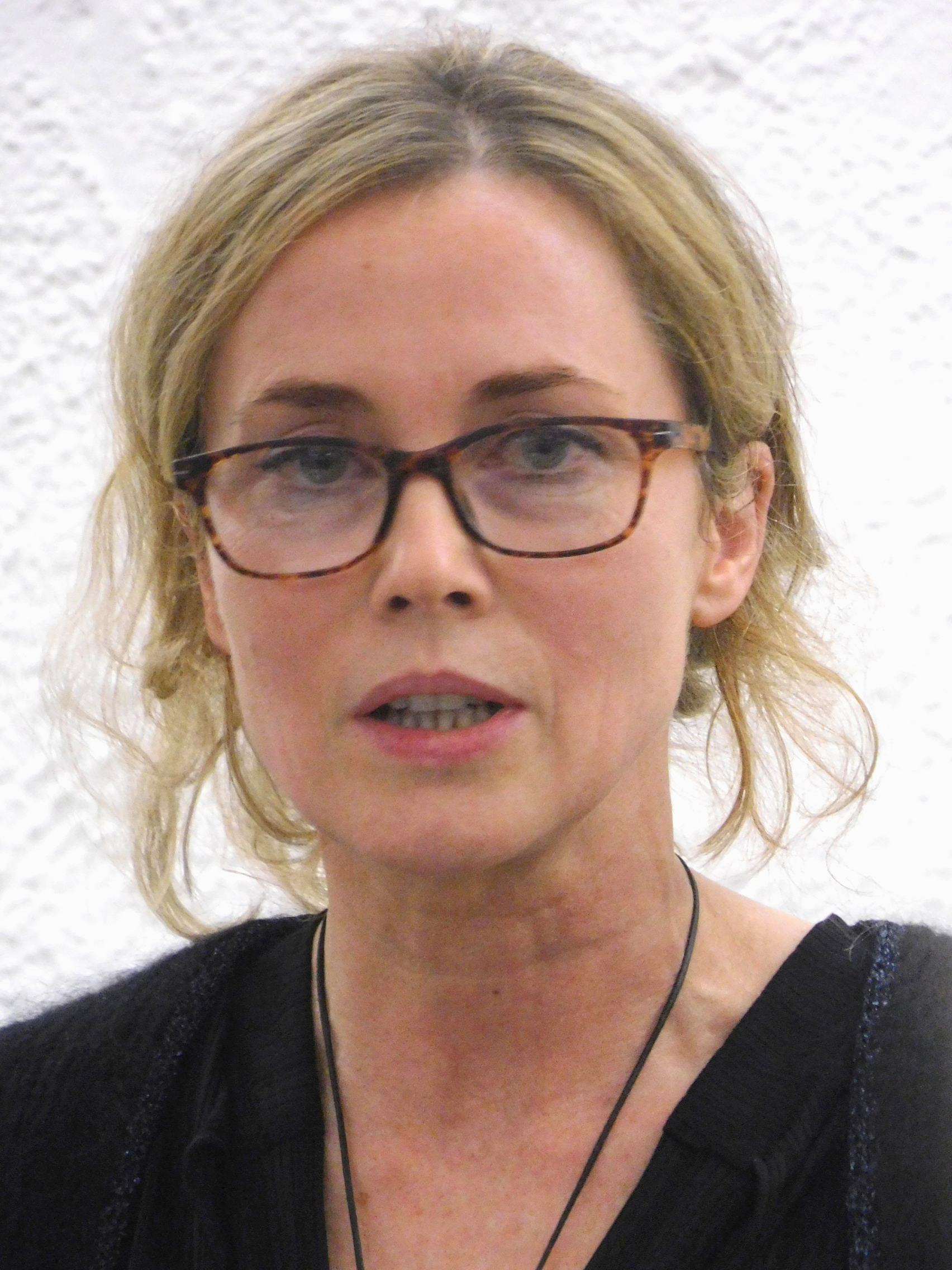
Franziska Nori (2018)

Franziska Nori (* 1968 in Rom) ist eine deutsch-italienische Kunsthistorikerin, Kuratorin und Museumsdirektorin. Sie lebt in Frankfurt am Main.

## Werdegang
Franziska Nori studierte Kulturanthropologie, Romanistik und Kunstgeschichte an der Goethe-Universität in Frankfurt.
Seit November 2014 leitet sie den Frankfurter Kunstverein, für den sie u. a. Ausstellungen mit zeitgenössischen Künstlern wie Trevor Paglen, Jeremy Shaw, Melanie Bonajo und Forensic Architecture, sowie zahlreiche thematische Ausstellung kuratiert hat. Mit einem Schwerpunkt auf Kunst und Wissenschaft konzipierte sie Ausstellungen über die veränderte menschliche Wahrnehmung in virtuellen Welten („Perception is Reality“, 2017/2018) oder die Perspektive von lernenden Algorithmen und künstlicher Intelligenz („I Am here to Learn“, 2018). Auch das sich wandelnde Selbstverständnis des Menschen zu Natur und Mitlebewesen stellt sie mit ihrer Arbeit immer wieder öffentlich zur Debatte, wie zum Beispiel in den Ausstellungen „Trees of Life – Erzählungen für einen beschädigten Planeten“ (2019/2020) und „Die Intelligenz der Pflanzen“ (2021/2022). Mit „The Big Tree“ vom indonesischen Künstler Joko Avianto (2015) und „Die Große Illusion“ von Künstlerduo Winter/Hörbelt (2018/2019) hat sie großformatige Außenskulpturen am Gebäude des Frankfurter Kunstvereins realisiert.
Von 2007 bis 2014 war sie Direktorin des Centro di Cultura Contemporanea Strozzina am Palazzo Strozzi in Florenz und leitete zuvor von 2000 bis 2003 die Abteilung digitaler Kunst am Museum für Angewandte Kunst in Frankfurt. Sie arbeitete von 1996 bis 2006 als freie Kuratorin für moderne und zeitgenössische Kunst u. a. für das Museum Moderner Kunst Stiftung Ludwig Wien (mumok), die Schirn Kunsthalle in Frankfurt, das Watson Institute for International and Public Affairs an der Brown University, das Transmediale Festival, das Museum für zeitgenössische Kunst Belgrad, das Museo Nacional Centro de Arte Reina Sofía in Madrid und die Fundación la Caixa in Palma de Mallorca. 2011 absolvierte sie das „Getty Leadership Institute Executive Program for Museum Leaders“ an der Claremont Graduate University.
Seit 2011 ist Franziska Nori Honorarprofessorin für Museologie und kuratoriale Praktiken zeitgenössischer Kunst am Marist College und dem Lorenzo de’ Medici Institut. Sie hat zahlreiche Aufsätze und Kataloge zur Kunst der Gegenwart veröffentlicht.
Unter ihrer Leitung wurde 2019 der Frankfurter Kunstverein mit dem Binding Kulturpreis als herausragende Frankfurter Kulturinstitution geehrt. Der Preis ist mit 50.000 € dotiert. 2020 erhielt die Ausstellung „Jeremy Shaw - Phase Shifting Index“ von der Dr. Marschner Stiftung den mit 25.000 € dotierten Preis „Ausgezeichnet Ausgestellt“ für das beste kuratorische Konzept. Im selben Jahr wurde Nori die Ehrendoktorwürde von der Accademia di Belle Arti di Firenze verliehen. Im Jahr 2022 erhielt sie für die Ausstellung „Three Doors - Forensic Architecture/Forensis, Initiative 19. Februar, Initiative in Gedenken an Oury Jalloh“ den art-Kuratorenpreis des art-Magazins.

## Kuratierte Ausstellungen und Publikationen (Auswahl)
- 1998: Lucio Fontana - Entre Materia y Espacio, Fundacion la Caixa, Museo Reina Sofia, Madrid (co-kuratiert mit Thomas Messer) / Katalog: Fundacion la Caixa und Museo Reina Sofia, 1998
- 2002: I Love You Computer_Viren_Hacker_Kultur, Museum Angewandte Kunst, Frankfurt am Main / Katalog: Museum Angewandte Kunst, 2002
- 2010: Gerhard Richter and the Disappearance of Image in Contemporary Art, Palazzo Strozzi, Florenz, mit Gerhard Richter, Wolfgang Tillmans u. a. (co-kuratiert mit Hubertus Gassner) / Katalog: Alias, 2010
- 2011/12: Declining Democracy. Rethinking Democarcy between Utopia and Participation, Palazzo Strozzi, Florenz, mit Francis Alÿs, Thomas Hirschhorn, Thomas Kilpper u. a. / Katalog: Silvana Editoriale, 2011
- 2012/13: Francis Bacon and the Existential Condition in Contemporary Art, Palazzo Strozzi, Florenz (co-kuratiert mit Barbara Dawson) / Katalog: Hatje Cantz, 2012
- 2015: Trevor Paglen: The Octopus, Frankfurter Kunstverein, Frankfurt am Main
- 2016: Paulo Nazareth – Aqui é Arte, Frankfurter Kunstverein, Frankfurt am Main
- 2017: Melanie Bonajo: Single Mother Songs from the End of Nature, Frankfurter Kunstverein, Frankfurt am Main
- 2019/20: Trees of Life – Erzählungen für einen beschädigten Planeten, Frankfurter Kunstverein, Frankfurt am Main, in Kooperation mit der Senckenberg Gesellschaft für Naturforschung
- 2020/21: Jeremy Shaw – Phase Shifting Index, Frankfurter Kunstverein, Frankfurt am Main
- 2021/22: Die Intelligenz der Pflanzen, Frankfurter Kunstverein, Frankfurt am Main, mit Berlinde de Bruyckere, Thomas Feuerstein, Marshmallow Laser Feast, Abel Rodríguez, Diana Scherer, Nicola Toffolini, Forschungszentrum Jülich, Pflanzensoziologisches Institut
- 2023: Bending The Curve – Wissen, Handeln, [Für]Sorge für Biodiversität, Frankfurter Kunstverein, Frankfurt am Main, in Kooperation mit dem Senckenberg Biodiversität und Klima Forschungszentrum und Zoo Frankfurt u. a.

## Auszeichnungen
- 2019: Binding Kulturpreis der Stadt Frankfurt[27]
- 2020: Ehrendoktor der Accademia delle Belle Arti, Florenz[25]
- 2020: Dr. Marschner Ausstellungspreis[24]
- 2022: art-Kuratorenpreis des art-Magazins[26]